# 宗正珍孙
宗正珍孙（？—529年7月13日），宗正姓，籍贯不详，作为北魏将帅有攻击讨伐的名声，但是事迹不连贯，魏收撰写《魏书》没有给他编订列传。

## 生平
正光五年（524年）至孝昌二年（526年）间，汾州胡人反叛，西北道行台、汾州刺史、兼任尚书左丞裴良到达汾州，与刺史汝阴王元景和以及李德龙率领数千士兵，防守城池。贼寇集中兵力猛攻。孝昌二年五月乙丑（526年6月22日），安西将军、光禄大夫宗正珍孙出任都督，讨伐汾州叛乱的胡人，与行台裴延俊、大都督章武王元融等人前往支援。孝昌二年六月，南绛县蜀族陈双炽等人聚众反叛，与大都督长孙稚、宗正珍孙等人互相对峙。魏孝明帝诏令裴良从汾州刺史离职，出任慰劳使招降陈双炽。
孝昌三年（527年）十月，正平郡百姓薛凤贤反叛，他的族人薛修义也在河东郡聚集党羽，分别占据盐池，围攻蒲坂，东西互相呼应响应萧宝寅，魏孝明帝元诩诏令都督宗正珍孙前往讨伐薛凤贤和薛修义。宗正珍孙的军队还没到，薛修义就羞愧后悔了，于是派部下孙怀彦带表章自我陈述，请求朝廷派一名大将前来招抚。魏孝明帝派遣西北道大行台胡元吉奉诏招抚，薛修义投降。薛凤贤等人仍然聚众据守在险要之处，长孙稚的讨伐军驻扎在弘农郡，宗正珍孙的讨伐军驻扎在灵桥，都未能前进。之后宗正珍孙和兼尚书右丞、西北道行台李苗讨伐平定了汾州、绛县一带反叛的蜀族贼人。
尔朱荣讨伐葛荣时，建义元年六月癸卯（528年7月19日），魏孝庄帝元子攸诏令太尉公、上党王元天穆出任大都督、东北道诸军事，率领都督宗正珍孙、奚毅、贺拔胜、尔朱阳都等人带领京城的军队前往沁水讨伐任褒，支援尔朱荣。之后妖贼刘举在濮阳起兵谋逆，建义元年八月甲辰（528年9月18日），魏孝庄帝诏令大都督宗正珍孙率领南广州刺史、都督郑先护在濮阳讨伐刘举，将他击败平定。
之后宗正珍孙投靠了元颢，永安二年六月，元颢派车骑将军、都督宗正珍孙和河内郡太守元袭守卫河内郡，魏孝庄帝和尔朱荣派兵进攻，上党王元天穆也派兵和尔朱荣汇合，进攻未能攻克。当时夏季炽热，北魏的将士疲劳，尔朱荣想要让魏孝庄帝前往晋阳，等到秋天再进攻元颢。还没决定时，尔朱荣召见刘灵助占卜，刘灵助说：“一定攻克。”次日六月壬寅（529年7月13日），北魏军队全力进攻，河内郡城被攻克，宗正珍孙和元袭被斩首，示众三军。

## 评价
北魏镇远将军、行台左丞、华阴伯杨侃认为宗正珍孙只不过是军阵中一介武夫，因偶然的机缘得以成为将领，他只能被人驱使，哪能指挥得了其他人。一旦接受元帅的重任，处理三军事务，精神就乱了，怎能胜任围击敌人的任务。